# Dejligheden
Dejligheden er et landskab i Horns Herred sydøst for Bramsnæs Vig, hvor halvøen Bramsnæs går ud i Isefjordens inderbredning i nærheden af Ejby og landsbyen Englerup.
Området er en del af det, som betegnes "de sjællandske alper" og 
omfatter en række lange skrænter med en højde på 40-50 meter, som giver mulighed for udsigt over halvøen og vigen, blandt andet fra "Dejlighedsbakken". 
I området boede Christian Winther i den første tid af sit ægteskab, og også digterne Henrik Pontoppidan, Frank Jæger og Cai M. Woel har haft tilknytning til stedet og brugt det i deres værker.